# Renault Zoe
Renault Zoe är en elbil, tillverkad av den franska biltillverkaren Renault mellan 2012 och 2024. Bilen hade visats i konceptform på Bilsalongen i Paris 2010.
Renault Zoe var en av de första elbilarna på marknaden men har uppdaterats i flera etapper. Den nuvarande versionen uppges ha en potentiell räckvidd på 385 km.